# Sybra subunicolor
Sybra subunicolor är en skalbaggsart som beskrevs av Stefan von Breuning 1974. Sybra subunicolor ingår i släktet Sybra och familjen långhorningar. Inga underarter finns listade i Catalogue of Life.